# XBasic
XBasic — один из вариантов языка программирования BASIC, который разработал Max Reason в конце 1980-х для процессора Motorola 88000 под управлением Unix. В начале 1990-х она была портирована на Windows и Linux, а с 1999 года она была доступна на условиях open source в соответствии с лицензией LGPL вместе с библиотекой времени выполнения. Макс Резон прекратил поддержку и развитие системы. В настоящее время её курирует Eddie Penninkhof.

## Возможности
Авторы постарались придать интегрированной среда разработки (IDE) вид достаточно приближенный к интерфейсу QuickBasic.
По умолчанию программы в XBasic не компилируются, а интерпретируются. В меню «run» есть пункт «assembly», выбрав который, можно получить программу на ассемблере, скомпилированный из вашего кода на Basic’е.
Отладчик в XBasic поддерживает стандартные возможности:точки останова, просмотр содержимого памяти и регистров процессора и т. д.
Графическая библиотека XBasic построена на использовании несложных функций, работающих с графическими примитивами и элементами управления. В XBasic также есть математическая библиотека, включающая в себя элементарные функции вещественных чисел (синус, косинус, логарифм, корень и т. п.) и аналогичные функции для комплексных чисел.
Также включает дизайнер графического интерфейса пользователя GuiDesigner.

## Пример кода
```
' Programs contain:

' 1. A PROLOG with type/function/constant declarations.

' 2. This Entry() function where execution begins.

' 3. Zero or more additional functions.

'

FUNCTION
 
Entry
 
()

PRINT
 
"Hello World"

PRINT
 
2
+
2

PRINT
 
44
/
12

PRINT
 
33
*
3

END
 
FUNCTION

```